# Cantone di Clermont-en-Argonne
Il Cantone di Clermont-en-Argonne è una divisione amministrativa dell'arrondissement di Verdun.
A seguito della riforma approvata con decreto del 17 febbraio 2014, che ha avuto attuazione dopo le elezioni dipartimentali del 2015, è passato da 14 a 50 comuni.

## Composizione
I 14 comuni facenti parte prima della riforma del 2014 erano:
- Aubréville
- Brabant-en-Argonne
- Brocourt-en-Argonne
- Le Claon
- Clermont-en-Argonne
- Dombasle-en-Argonne
- Froidos
- Futeau
- Les Islettes
- Jouy-en-Argonne
- Le Neufour
- Neuvilly-en-Argonne
- Rarécourt
- Récicourt

Dal 2015 i comuni appartenenti al cantone sono i seguenti 50:
- Aubréville
- Avocourt
- Bantheville
- Baulny
- Béthelainville
- Béthincourt
- Boureuilles
- Brabant-en-Argonne
- Brabant-sur-Meuse
- Brocourt-en-Argonne
- Charpentry
- Chattancourt
- Cheppy
- Cierges-sous-Montfaucon
- Le Claon
- Clermont-en-Argonne
- Consenvoye
- Cuisy
- Cunel
- Dannevoux
- Dombasle-en-Argonne
- Épinonville
- Esnes-en-Argonne
- Forges-sur-Meuse
- Froidos
- Fromeréville-les-Vallons
- Futeau
- Gercourt-et-Drillancourt
- Gesnes-en-Argonne
- Les Islettes
- Jouy-en-Argonne
- Lachalade
- Malancourt
- Marre
- Montblainville
- Montfaucon-d'Argonne
- Montzéville
- Nantillois
- Le Neufour
- Neuvilly-en-Argonne
- Rarécourt
- Récicourt
- Regnéville-sur-Meuse
- Romagne-sous-Montfaucon
- Septsarges
- Sivry-sur-Meuse
- Varennes-en-Argonne
- Vauquois
- Véry
- Vilosnes-Haraumont